# 費氏副脂䲁
費氏副脂䲁（學名：Paraclinus fehlmanni），為輻鰭魚綱䲁形目脂䲁科副脂䲁屬的一個種，被IUCN列為易危保育類動物，種名是為了紀念在史密森尼海洋分類中心工作的魚類學家和爬蟲學家赫爾曼·阿代爾·費爾曼 (Herman Adair Fehlmann, 1917-2005)，分布於西大西洋美國佛羅里達州、巴哈馬群島至南美洲中部與北部海域，深度0至2公尺，本魚體長，吻鈍尖，鼻孔、眼及頸背有單生或掌狀的觸鬚，鰓蓋骨有明顯的扁平棘突，頭、體淺至暗色，背鰭、臀鰭和尾淺至暗色，背鰭後部通常有一黑斑，胸鰭和腹鰭有交替的淺色和深色斑點，背鰭硬棘29-31枚，前3棘凸起，第4棘前有一深凹口，背鰭軟條0枚、臀鰭硬棘2枚、臀鰭軟條18-19枚，體長可達6.5公分，棲息在沿海岩石區潮池，生活習性不明。